# Thomas Herschmiller
Thomas Alan "Tom" Herschmiller (født 6. april 1978 i Comox) er en canadisk tidligere roer.
Ved OL 2000 i Sydney deltog Herschmiller med den canadiske besætning i otteren. Canadierne blev nummer tre i det indledende heat og nummer tre i opsamlingsheatet. De kom dermed i B-finalen, som de vandt, hvorfor de blev nummer syv i den samlede konkurrence.
Herschmiller skiftede derpå til firer uden styrmand, og her vandt han VM-guld i 2003 i Milano.
Ved OL 2004 i Athen stillede han op i firer uden styrmand (sammen med Cameron Baerg, Jake Wetzel og Barney Williams). Den canadiske båd vandt sit indledende heat og sin semifinale og var derfor i A-finalen. Canadiernes tid i semifinalen var blot et kvart sekund dårligere end briternes, og finalen blev også et tæt løb mellem disse to både, som briterne vandt med blot 0,08 sekund, hvilket betød, at canadierne vandt sølv.

## OL-medaljer
- 2004:  Sølv i firer uden styrmand